# 1806 en Grèce ottomane
Chronologie de la Grèce
- 1802
- 1803
- 1804
- 1805
- 1806
- 1807
- 1808
- 1809
- 1810

Cette page concerne les évènements survenus en 1806 en Grèce ottomane  :

## Événement
- Publication de Nomarchie hellénique. Cet ouvrage préconise les idéaux de liberté, de justice sociale et d'égalité comme principes fondamentaux d'une société bien gouvernée. Signée Anonyme le Grec, il suscite un malaise chez les érudits contemporains et des débats sur l'identité de son auteur.

## Naissance
- Dimítrios Drósos (el), personnalité politique.
- Dionýsos Kallivokás (el), peintre.
- Gennaíos Kolokotrónis, militaire et personnalité politique.
- Ermánnos Loúndzis (el), membre du Mouvement radical et historien.
- Charles Parzudaki (de), ornithologue, naturaliste francç-ottoman.
- Platon Skoulikidis (bg), religieux.
- Zannís Stéfánovik Skylíttsis (el), banquier et bienfaiteur national.
- Nikólaos Stournáras (el), bienfaiteur national.
- Dimítrios Stroúmpos (el), scientifique et professeur d'université.